# FIRA European Sevens 2003
Navigation
FIRA European Sevens 2002 FIRA European Sevens 2004
Le FIRA European Sevens 2003 est la deuxième édition de la plus importante compétition européenne de rugby à sept. Elle se déroule à l'été 2003 et est organisée par la FIRA-AER. La finale voit la victoire du Portugal 26 à 21 sur la France.